# لوور لیک (کالیفرنیا)
لوور لیک (به انگلیسی: Lower Lake) یک منطقهٔ مسکونی در ایالات متحده آمریکا است که در شهرستان لیک، کالیفرنیا واقع شده‌است. لوور لیک ۶٫۹۷۱ کیلومتر مربع مساحت و ۱٬۲۹۴ نفر جمعیت دارد و ۴۱۸ متر بالاتر از سطح دریا واقع شده‌است.